# Bernie Bickerstaff
Bernard Tyrone Bickerstaff, surnommé  « Bernie », né le 11 février 1944 à Benham (Kentucky) est un entraîneur américain de basket-ball.

## Biographie

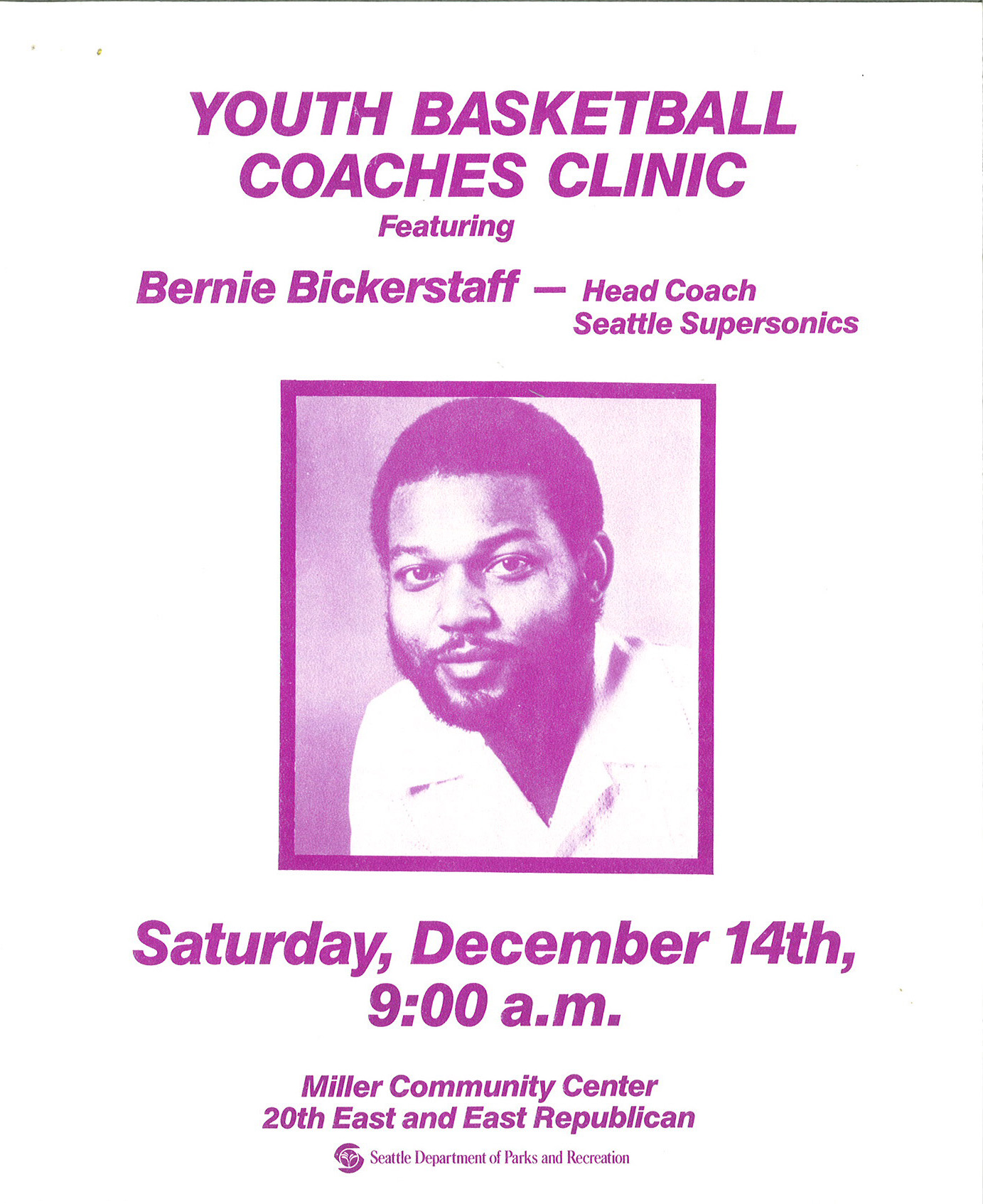
Bernie Bickerstaff sur une affiche en 1985.

Il est durant dix ans, joueur, entraîneur adjoint et entraîneur en chef à l'université de San Diego, Bickerstaff joue pour les Toreros de 1964 à 1966 et est capitaine et MVP durant sa saison senior. En 1985, il prend la direction des SuperSonics de Seattle jusqu'en 1990, puis des Nuggets de Denver de 1994 à 1997. Il est également general manager de la franchise depuis juillet 1990. Lors de cette même saison 1996-1997, il prend en charge les Bullets de Washington, qui deviennent les Wizards la saison suivante. Il occupe ce poste jusqu'en 1999 où il est remplacé par Jim Brovelli.
Il entraîne ensuite les Bobcats de Charlotte depuis la saison 2004-2005, club où il occupe également un poste de manager général depuis octobre 2003. Le 13 mars 2007, le copropriétaire des Charlotte Bobcats, Michael Jordan a décidé que Bickerstaff ne conserverait pas ses fonctions aux Bobcats pour la saison 2007-2008 en tant qu'entraineur en chef, mais terminerait la saison 2006-2007.
Après le mauvais début de saison des Lakers de Los Angeles, il est nommé entraîneur par intérim, succédant à Mike Brown. Le 12 novembre, Mike D'Antoni est désigné entraineur des Lakers.